# باشگاه فوتبال چونبوک هیوندای موتورز
باشگاه فوتبال چونبوک هیوندای موتورز (به کره‌ای: 전북 현대 모터스 FC) یک باشگاه حرفه‌ای فوتبال در کی‌لیگ کره جنوبی است که در شهر جئونجو در کشور کره جنوبی قرار دارد.این باشگاه در سال ۱۹۹۴ میلادی تأسیس شده است.
این تیم بازی‌های خانگی‌اش را در ورزشگاه جام‌جهانی جئونجو با ظرفیت ۴۲٬۴۷۷ نفر برگزار می‌کند. چونبوک سابقه نه قهرمانی در کی‌لیگ را در کارنامه خود دارد . چونبوک موتورز با کسب نهمین عنوان قهرمانی خود در تاریخ این رقابت‌ها بالاتر از سئونگنام قرار گرفته‌است. نخستین قهرمانی آن‌ها در سال ۲۰۰۹ رقم خورد. آن‌ها هم‌چنین چهار قهرمانی در جام حذفی فوتبال کره جنوبی را در کارنامه دارند. چونبوک موفق به کسب دو عنوان قهرمانی لیگ قهرمانان آسیا نیز شده‌است؛ نخستین قهرمانی چونبوک در آسیا در سال ۲۰۰۶ رقم خورد؛ این عنوان نخستین قهرمانی یک تیم از شرق آسیا در فرمت جدید لیگ قهرمانان آسیا بود که از سال ۲۰۰۳ اجرا می‌شد. این قهرمانی هم‌چنین آن‌ها را تبدیل به نخستین تیمی در جهان کرد که بدون کسب عنوان قهرمانی لیگ داخلی، موفق به فتح رقابت‌های قاره‌ای می‌شود. این قهرمانی هم‌چنین ضامن حضور چونبوک در رقابت‌های جام باشگاه‌های جهان در سال ۲۰۰۶ شد. دومین قهرمانی این باشگاه در سال ۲۰۱۶ اتفاق افتاد.
رنگ پیراهن باشگاه، رنگ سبز است؛ این رنگ هم‌چنین به عنوان رنگ استان جئولابوک-دو که چونبوک در آن قرار دارد نیز شناخته می‌شود. چونبوک، موفق‌ترین باشگاه فوتبال کره جنوبی است.

## افتخارات

### داخلی
کی‌لیگ
قهرمان(۹): ۲۰۰۹، ۲۰۱۱، ۲۰۱۴، ۲۰۱۵، ۲۰۱۷، ۲۰۱۸، ۲۰۱۹، ۲۰۲۰، ۲۰۲۱
نایب قهرمان (۲): ۲۰۱۲، ۲۰۱۶
جام حذفی
قهرمان(۴): ۲۰۰۰، ۲۰۰۳، ۲۰۰۵، ۲۰۲۰
نایب قهرمان (۲): ۲۰۱۲، ۲۰۱۶
سوپر جام
قهرمان (۱): ۲۰۰۴
نایب قهرمان (۲): ۲۰۰۱، ۲۰۰۶
جام اتحادیه
نایب قهرمان (۱): ۲۰۱۰
جام ریاست جمهوری
نایب قهرمان (۱): ۱۹۹۹

### بین‌المللی
لیگ قهرمانان آسیا
قهرمان (۲): ۲۰۰۶، ۲۰۱۶
نایب قهرمان (۱): ۲۰۱۱
جام برندگان جام آسیا
نایب قهرمان (۱): ۲۰۰۲
جام باشگاه‌های جهان
مقام پنجم (۲): ۲۰۰۶، ۲۰۱۶